# Kazimierz Ajdukiewicz
Kazimierz Jósef Stanislaw Ajdukiewicz (12. prosince 1890, Ternopil – 12. dubna 1963, Varšava) byl polský filosof, logik a sémantik, člen tzv. Varšavské školy filosofie a logiky. Zabýval se řešením paradoxů Zénona z Eleje a vypracoval notaci umožňující formulovat podmínky pro syntaktickou spojitost (z této jeho práce vzešla kategoriální gramatika).

## Životopis
Ajdukiewicz studoval filozofii, fyziku a matematiku na Lvovské univerzitě a promoval zde v roce 1912 u Twardowského. V roce 1921 habilitoval ve Varšavě a poté působil na Lvovské univerzitě (1922–1925) a také na Varšavské (1925–1928). Profesorem se stal v roce 1928 ve Lvově, kde také přečkal 2. světovou válku. Od roku 1945 byl profesorem na univerzitě v Poznani, v období 1948 až 1952 byl jejím rektorem. Vedl oddělení logiky na polském Institutu pro filozofii a sociologii a od roku 1953 byl šéfredaktorem časopisu Studia logica.

## Dílo

### Polsky
- 1921 Z metodologii nauk dedukcyjnych
- Hrob K. Ajdukiewicze ve Varšavě1923 Główne kierunki filozofii

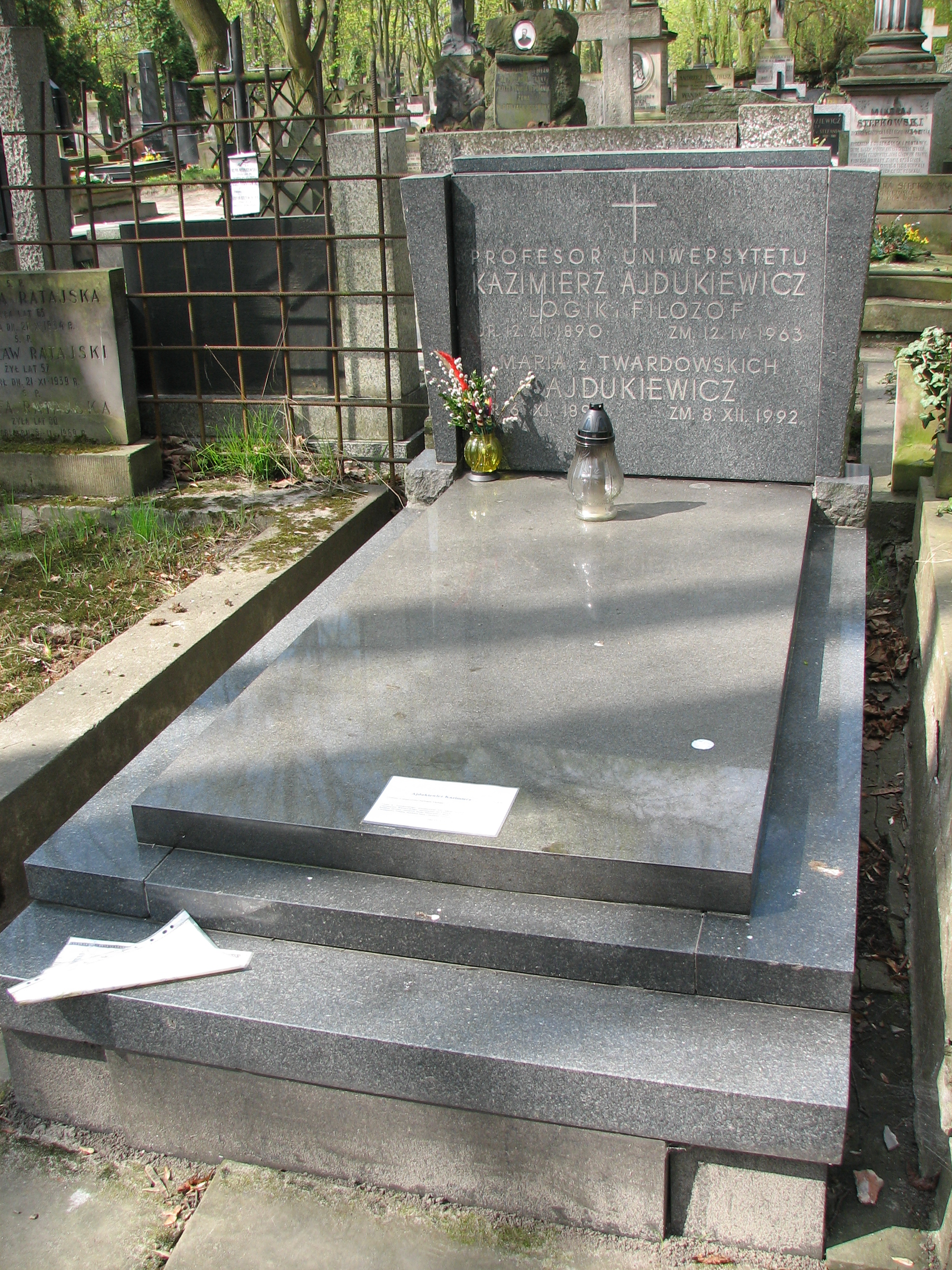
Hrob K. Ajdukiewicze ve Varšavě

- 1928 Główne zasady metodologii nauk i logiki formalnej
- 1931 O znaczeniu wyrażeń
- 1934 Logiczne podstawy nauczania
- 1938 Propedeutyka filozofii
- 1948 Epistemologia i semantyka
- 1949 Zagadnienia i kierunki filozofii
- 1952 Zarys logiki
- 1958 Trzy pojęcia definicji
- 1964 Zagadnienia empiryzmu a koncepcja znaczenia
- 1965 Logika pragmatyczna
- 1960–1965 Język i poznanie: Wybór pism
- 1966– ausgewählte Artikel in Logiczna Teoria Nauki (Logische Theorie der Wissenschaft), Hrsg. T.Pawłowski, PWN, Warschau.

### Anglicky
- 1953 Outline of Logic
- 1974 Pragmatic Logic, Dordrecht, Reidel, ISBN 90-277-0326-4.
- 1975 Problems and Theories of Philosophy, Cambridge, Cambridge University Press, ISBN 0-521-20219-1.
- 1978 The Scientific World-Perspective and Other essays 1931–1963, Dordrecht, Reidel, ISBN 90-277-0527-5.

### Německy
- 1935 Die syntaktische Konnexität, Studia Philosophica, 1:1–27.
- 1958 Abriss der Logik, Aufbau-Verlag Berlin, Lizenz-Nr. 301 120/115/57